# 이와쿠라역 (아이치현)
이와쿠라역(일본어: 岩倉駅)은 일본 아이치현 이와쿠라시에 위치한 나고야 철도 이누야마선의 철도역이다. 역 번호는 IY 07이며, 섬식 승강장 2면 4선의 구조를 갖춘 지상역이다.

## 타는 곳
| 1 | ■ 이누야마 선 | 하행 | 고난 · 이누야마 · 신우누마 · 신카니 방면                       | 본선   |
| 2 | ■ 이누야마 선 | 하행 | 고난 · 이누야마 · 신우누마 · 신카니 방면                       | 대피선 |
| 3 | ■ 이누야마 선 | 상행 | 나고야 · 도요하시 · 주부코쿠사이쿠코 · 쓰루마이 선 방면        | 대피선 |
| 4 | ■ 이누야마 선 | 상행 | 나고야 · 도요하시 · 주부코쿠사이쿠코 · 지하철 쓰루마이 선 방면 | 본선   |

## 이용 현황
| 연도 | 1일 평균 하차 인원 | 1일 평균 승차 인원 |
| ---- | ------------------ | ------------------ |
| 1998 | 29,839             | 15,032             |
| 1999 | 29,073             | 14,646             |
| 2000 | 28,077             | 14,152             |
| 2001 | 27,209             | 13,074             |
| 2002 | 26,020             | 13,078             |
| 2003 | 24,431             | 12,260             |
| 2004 | 23,922             | 11,934             |
| 2005 | 24,125             | 12,037             |
| 2006 | 23,866             | 11,891             |
| 2007 | 23,569             | 11,737             |
| 2008 | 23,382             | 11,640             |
| 2009 | 22,895             | 11,426             |
| 2010 | 22,938             | 11,438             |
| 2011 | 23,015             | 11,490             |
| 2012 | 23,348             | 11,689             |
| 2013 | 23,764             | 11,891             |
| 2014 | 23,592             | 11,822             |
| 2015 | 23,983             | 11,999             |

## 역 주변
- 이와쿠라 시청
- 이와쿠라 시 도서관 · 공민관
- 고조 강

## 인접 역
| 나고야 철도 이누야마선              | 나고야 철도 이누야마선             | 나고야 철도 이누야마선         |
| ----------------------------------- | ---------------------------------- | ------------------------------ |
| 시·종착역                           | □ 뮤 스카이 · □ 쾌속 특급 · ■ 특급 | 고난 IY 10 신우누마 방면       |
| IY 04 니시하루 비와지마 분기점 방면 | □ 쾌속 급행 · ■ 급행               | 호테이 IY 09 신우누마 방면     |
| IY 04 니시하루 비와지마 분기점 방면 | ■ 준특급                           | 이시보토케 IY 08 신우누마 방면 |
| IY 06 다이산지 비와지마 분기점 방면 | ■ 보통                             | 이시보토케 IY 08 신우누마 방면 |